# إيما توماس
إيما توماس (بالإنجليزية: Emma Thomas) هي منتجة أفلام بريطانية، تشتهر بإنتاجها لأفلام زوجها المخرج كريستوفر نولان. وقد تعرفت عليه خلال دراستهما للأدب الإنجليزي في كلية لندن الجامعية وتزوجا عام 1997. وتعيش مع زوجها وأطفالهم الأربعة في لوس أنجلوس.

## قائمة الأفلام

### منتجه
- Doodlebug (1997)
- Following  (1998)
- تذكار (2000) (مساعدة منتج)
- بداية باتمان (2005)
- ذا بريستيج (2006)
- Batman: Gotham Knight (2008)
- فارس الظلام (2008)
- بداية (2010)
- The Dark Knight Rises (2012)
- The Man of Steel (2012)

## وصلات خارجية
- إيما توماس على موقع IMDb (الإنجليزية)
- إيما توماس على موقع ألو سيني (الفرنسية)
- إيما توماس على موقع ميوزك برينز (الإنجليزية)
- إيما توماس على موقع أول موفي (الإنجليزية)
- إيما توماس على موقع بوكس أوفيس موجو (الإنجليزية)
- إيما توماس على موقع قاعدة بيانات الأفلام السويدية (السويدية)
- إيما توماس على موقع قاعدة بيانات الفيلم (الإنجليزية)
- إيما توماس على موقع كينوبويسك (الروسية)